# 昭儀
昭儀（しょうぎ）は、前漢以降の後宮における皇帝の側室の称号。
『漢書』外戚伝下によれば、昭儀とは「その儀を明らかにし、尊重していること」であるという。
漢が成立した当初は、皇帝の嫡妻は皇后と呼ばれ、それ以外の妾はみな夫人と称し、そのほかに後宮には美人、良人、八子、七子、長使、少使の号があった。武帝の時代に倢伃などの号が制定された。昭儀は元帝の時代、元帝が子を産んだ傅倢伃、馮倢伃を後宮で特別な地位に就けようと考案された称号である。
昭儀は皇后に次ぐ地位であり、官位としては丞相、爵位としては諸侯王に相当する。
後漢において後宮の号は改められ、皇后、貴人、美人、宮人、采女だけになり、昭儀の号は廃止された。しかし曹操が魏公に封じられた際、魏国の後宮の号に昭儀も採用され、魏が禅譲を受けて以降も後宮の称号として存続したが、県侯に相当するものとされており、地位は前漢よりも下がっている。
晋においては武帝の父・司馬昭の名を避諱されて、昭儀の号は採用されなかったが、十六国においては採用された。南北朝において、昭儀は皇后に次ぐ地位であった。
唐においては皇后、三夫人に次ぐ「九嬪」の一つであった。宋においては十八嬪の一つであり、正二品に相当する。明の前期においては嬪に相当する。清代に廃止されている。
李氏朝鮮では『経国大典』によると、昭儀は正二品の後宮であった。